# 葛徵奇

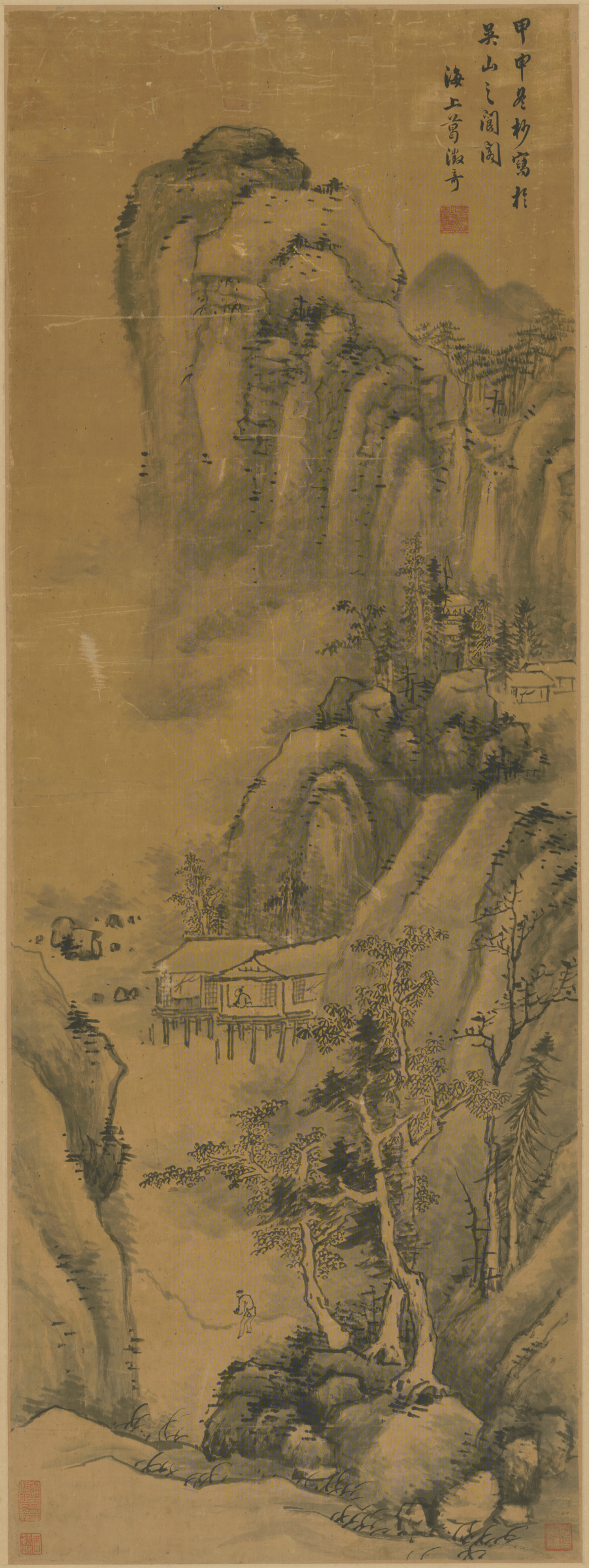
葛徵奇繪《山水圖》（北京故宮博物院藏）

葛徵奇（？—1645年），字无奇，号介龛，浙江杭州府海宁县人，民籍，明朝政治人物、畫家。

## 生平
天啟七年（1627年）丁卯科浙江鄉試舉人，崇禎元年（1628年）戊辰科進士。授中書舍人，六年（1633年）考选为试御史，選湖广道監察御史，巡视南城。日决数十条，民以无冤。同年任癸酉科乡试同考官。九年（1636年）七月，清军入昌平，京师戒严，本兵张凤翼被命出师，驻良乡、涿州间观望。葛徵奇抗疏劾其坐失机宜，张凤翼即日罢去。巡视长芦盐政，捐羡镪十七万有奇，悉入正供。十年（1637年）巡按粤东，首严通洋之禁，除积盗，平红澳。南雄、顺德、保昌、琼崖间素苦浮赋，奏悉蠲除豁免。荐起陈子壮、何吾驺、黄士俊辈，议格成例，人咸惜之。十四年（1641年）升太仆寺少卿，管辖东路马政。十六年（1643年）升光禄寺卿，调任南京。是年秋南下，至宿州，遇哗卒之变，矢石交下，夫人李因独以身蔽葛徵奇，被创特甚。回到海宁后，寻独赴南京。弘光帝即位，清軍破南京，葛徵奇自盡殉國。

## 著作
葛徵奇善画山水。约在天啟五年（1625年），他偶得江南名妓李因梅花诗“一枝留待晚春開”一句，遂异而纳之为侧室，李因也擅画花卉，有名于时。夫妻曲房静几，常以绘画为娱。无奇曾语人道：“山水姬不如我，花卉我不如姬。”传世作品有崇祯七年（1634年）作《溪山清趣图》，崇祯十三年（1640年）作《山水图册》十开，现藏广东省博物馆。
工詩，有《芜园诗集》6卷、《南园五先生集》2卷。